# Gerry Grimstone
Pour les articles homonymes, voir Grimstone.
Gerald Edgar Grimstone, né le 27 août 1949 à Streatham, est un homme d'affaires britannique. 
Il est auparavant président de Barclays Bank plc et de la Standard Life et vice-président du groupe de Barclays plc, la société holding du groupe Barclays.
De 2020 à 2022, il est ministre non rémunéré au ministère du Commerce international et au ministère des Affaires, de l'Énergie et de la Stratégie industrielle, et il est créé pair à vie.

## Biographie
Gerald Edgar Grimstone est né le 27 août 1949  à Streatham, à Londres, fils d'un père ajusteur de tapis. Grimstone a décrit son père comme un "intellectuel de la classe ouvrière" et un membre senior du Parti communiste britannique ,.
Il fait ses études à la Whitgift School de Croydon et au Merton College d'Oxford, où il obtient un diplôme en chimie .
Grimstone travaille comme fonctionnaire de 1972 à 1986, puis comme directeur de Schroders de 1986 à 1999.
Il est président de la Standard Life (aujourd'hui Standard Life Aberdeen) depuis mai 2007, vice-président de Barclays depuis janvier 2016, administrateur non exécutif de Deloitte et administrateur principal non exécutif du ministère de la Défense ,,.
Il quitte ses fonctions de président de la Standard Life Aberdeen le 1er janvier 2019 pour être remplacé par Douglas Flint. Il est fait chevalier dans les honneurs d'anniversaire 2014, et reçoit la distinction du prince de Galles le 6 février 2015. Le 8 avril 2020, il est nommé baron Grimstone de Boscobel, de Belgravia dans la ville de Westminster.
En 1973, il épouse Janet Elizabeth Gudrun Suenson-Taylor, fille du 2e baron Grantchester ; ils ont un fils et deux filles, et divorcent en 1995.